# Виола, Витторио Франческо
Витторио Франческо Виола (итал. Vittorio Francesco Viola; род. 4 октября 1965, Биелла, Италия) — итальянский прелат, францисканец и куриальный сановник. Епископ Тортоны с 15 октября 2014 по 27 мая 2021. Архиепископ ad personam с 27 мая 2021. Секретарь Конгрегации богослужения и дисциплины таинств с 27 мая 2021 по 5 июня 2022. Секретарь Дикастерии богослужения и дисциплины таинств с 5 июня 2022.

## Ранние годы, образование и священническое служение
Витторио Франческо Виола родился 4 октября 1965 года в Биелле, столице провинции и епископства.
После обучения в лицее с научно-естественным уклоном, он вступил в Орден Младших братьев. Он окончил богословский институт Ассизи, а затем Папский литургический институт Святого Ансельма в Риме, где получил лиценциат по литургике, в том же университете в 2000 году он получил докторскую степень по священной литургии.
14 сентября 1991 года он дал торжественный обет в Ордене Младших братьев в Санта-Мария-дельи-Анджели и был рукоположён в дьяконы 4 июля 1992 года и в священники 3 июля 1993 года епископом Лукой Брандолини, вспомогательным епископом Рима.
После посвящения во францисканский орден он был определителем ангельской провинции Умбрия с 1999 года по 2002 год и с 2003 года по 2005 год и, наконец, с 2011 года по 2014 год. На уровне епархии он отвечал за литургическую службу церковного региона Умбрия. С 1997 года по 2014 год ведал епархиальной службой Ассизи по вопросам образования, школы и университета с 2006 года по 2008 год, а затем епархиальной Каритас Ассизи-Ночера Умбра-Гуальдо Тадино с 2008 года по 2014 год.
Помимо того, что он был профессором литургики в Папском Литургическом институте Святого Ансельма в Риме, Богословском институте Ассизи и Институте религиозных наук, также, в Ассизи, он был членом-консультантом Национального литургического бюро.

## Епископ
15 октября 2014 года Папа Франциск назначил его епископом Тортоны, где он сменил Мартино Канессу, который ушёл в отставку по достижении предельного возраста. 7 декабря он получил епископскую ординацию в базилике Санта-Мария-дельи-Анджели в Ассизи от архиепископа Доменико Соррентино, епископа Ассизи-Ночера Умбра-Гуальдо Тадино, соконсекраторами были кардинал Гуальтьеро Бассетти — архиепископ Перуджи-Читта-делла-Пьеве, и его предшественник Мартино Канесса. 14 декабря он вступил во владение епархией в соборе Тортоны.
С момента своего назначения епископом до 1 октября 2015 года, дня назначения Луиджи Ренны епископом Чериньола-Асколи Сатриано, он был самым молодым итальянским епархиальным ординарцем.
Он был членом епископской комиссии по литургии Итальянской епископской конференции.

## Куриальный сановник
27 мая 2021 года Папа Франциск назначил его секретарём Конгрегации богослужения и дисциплины таинств, возведя его в сан архиепископа, сменяя Артура Роше, который был назначен префектом той же дикастерии.